# Contea di Gulang
La contea di Gulang (古浪县S, Gǔlàng XiànP) è una contea della Cina, situata nella provincia del Gansu.